# Anodonthyla hutchisoni
Anodonthyla hutchisoni är en groddjursart som beskrevs av Fenolio, Walvoord, Stout, Randrianirina och Franco Andreone 2007. Anodonthyla hutchisoni ingår i släktet Anodonthyla och familjen Microhylidae. IUCN kategoriserar arten globalt som starkt hotad. Inga underarter finns listade i Catalogue of Life.